# Peter Waugh
Peter Ian Waugh (* 1956 in London) ist ein britischer experimenteller Dichter, Performer, literarischer Übersetzer, Herausgeber und freiberuflicher Sprachtrainer.

## Experimentelle Poesie
Als Schüler u. a. von Allen Ginsberg und Anne Waldman, Leiter und Mitbegründer von Labyrinth (Association of English Language Poets in Vienna) und Mitbegründer von Dastrugistenda, einer Gruppe experimenteller Lautpoesie, hat er in Wien eine Reihe von Lyrik-Veranstaltungen organisiert und aktiv daran teilgenommen. Obwohl er ein  vielseitiger und produktiver Autor ist, hat er nur wenig publiziert.  Seine Lyrik wurde in mehrere Sprachen übersetzt und publiziert. 

## Werke (Auswahl)
- Horizon Firelight (2000), gemeinsam mit Karin Kaminker
- Haiku Butterfly Death Dream (2002)
- Glowworms (2003), gemeinsam mit Evelyn Holloway und Nathan Horowitz